# Contrebia Carbica

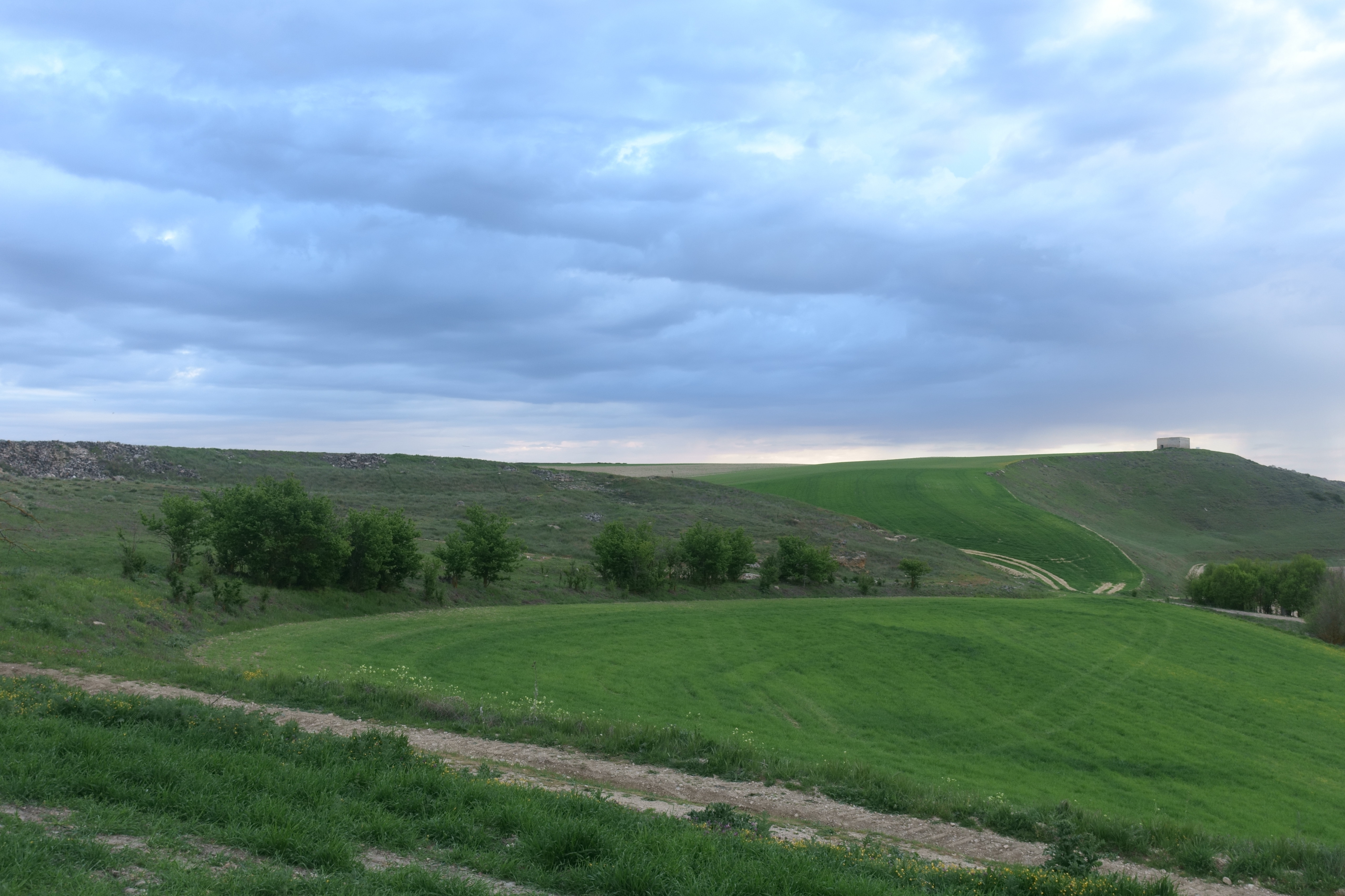
Vista del Cuarto de Bayona desde Villas Viejas

Contrebia Carbica (a veces también Contrebia Karbica o Kontrebia Karbica) es el nombre dado a una ciudad de origen celtibérico cuya historia se remonta hasta la Edad de Hierro. Sus ruinas no se han conservado en buenas condiciones, ya que están muy fragmentadas y limitadas. Su ubicación geográfica está en Villas Viejas, una pedanía de Huete, en la provincia de Cuenca (España), en un paraje conocido como los Fosos del Cuarto de Bayona, junto al río Gigüela. Esta localización corresponde a la teoría de mayor aceptación pues hay otros autores que sitúan la ciudad celtibérica en Munda o incluso en la propia Segóbriga. Contrebia Carbica se encontraba en la antigua calzada que unía Cartago Nova (Cartagena) con Complutum (Alcalá de Henares).

## Denominación

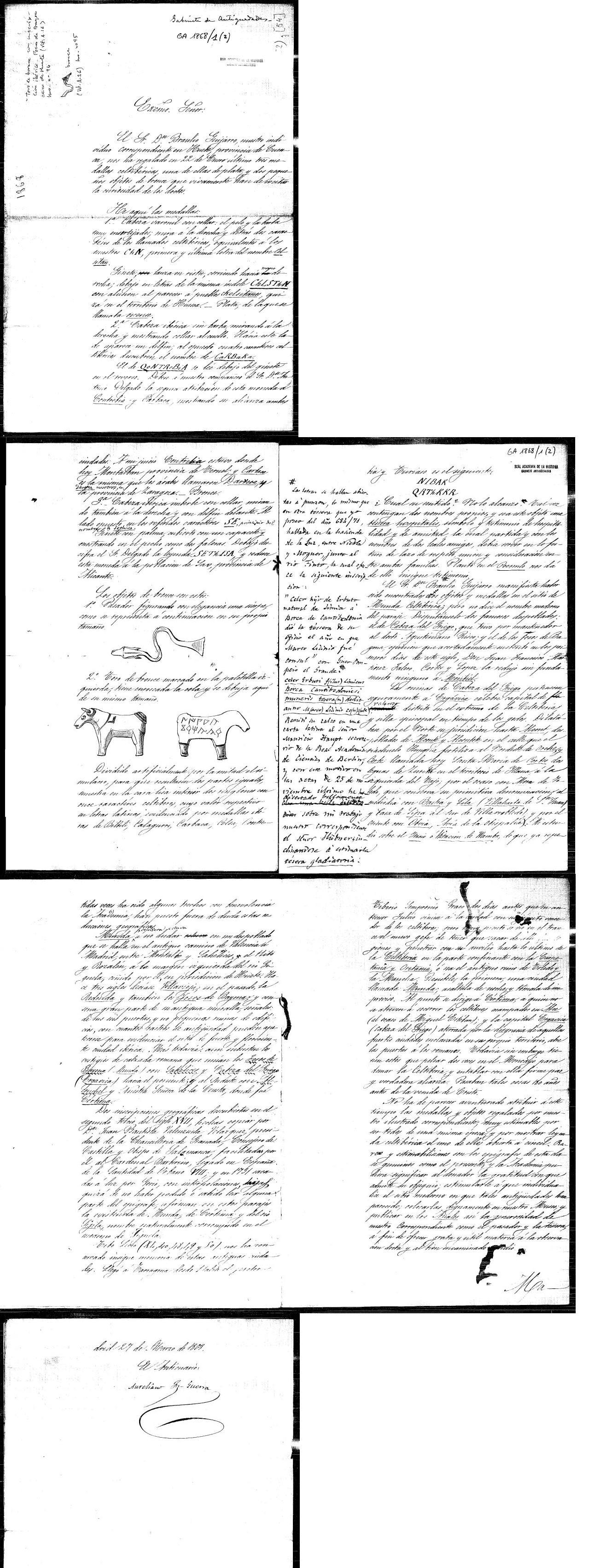
Informe de 1868 sobre dos téseras de hospitalidad y monedas de Contrebia Carbica donados a la Academia de la Historia de España

El topónimo Contrebia ha causado a veces confusión entre los investigadores, ya que se aplica a varias poblaciones. Entre los pueblos celtas de la península ibérica encontramos tres contrebias, que mantienen los mismos derechos para todos los pueblos que se unen. Tito Livio menciona muchas veces indistintamente a una población importante como oppidum, urbs o en menor medida civitas. Los tres grandes oppida denominados como Contrebia son:
- Contrebia Belaisca, en Zaragoza, donde aparecieron los Bronces de Botorrita.
- Contrebia Leucade, en La Rioja (España).
- Contrebia Carbica, en Cuenca.

En los poblados Belaisca y Carbica, los nombres hacen referencia a las etnias que componían las contrebias, o sea, belos y carpetanos.

## Restos y hallazgos
Las poblaciones carpetanas resultan de tamaño sorprendentemente grande en relación con el de otras áreas, aunque se desconoce su estructura interna. Destaca Complutum, oppidum que pudo superar las 70 ha. Igualmente sorprende el tamaño de Contrebia Carbica y Toletum, que oscilan entre 33 y 50 Ha, confirmando la gran extensión de los centros mayores, mientras que los oppida menores oscilan sobre 15 ha.

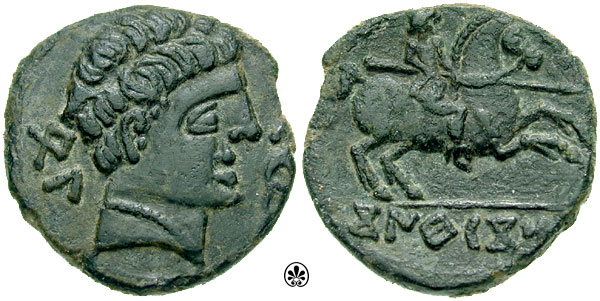
Moneda de Contrebia Carbica

Contrebia Carbica fue un oppidum de 33 hectáreas defendido en todo su perímetro por muralla y foso. Por los materiales exhumados se supone que pertenece a una época protohistórica.
Existe un informe de 1868 sobre dos téseras de hospitalidad y monedas procedentes de Contrebia Carbica que fueron donados a la Academia de la Historia.
También se hallaron un conjunto da matrices de bronce fundido, posiblemente relacionadas con la fabricación da joyas y vajilla de lujo, lo que hace imaginar que existía al menos un taller de orfebrería en la ciudad. Este tipo de hallazgos es poco común en España, con un parangón en La tumba del orfebre de la necrópolis ibérica de Cabezo Lucero (Alicante). La información actual sobre talleres de orfebre en el contexto europeo de la Edad del Hierro es muy escasa.